# Música da Zâmbia
A Zâmbia possui um rico património de música que cai sensivelmente em três categorias: tradicional, popular e cristã.

## Música tradicional
A Música tradicional zambiana está enraizada nas crenças e práticas dos diferentes grupos étnicos da Zâmbia e tem sofrido algum declínio nas últimas três décadas.